# Station Sucha Beskidzka
Station Sucha Beskidzka is een spoorwegstation in de Poolse plaats Sucha Beskidzka.